# De Les Olletes
De Les Olletes es un cultivar de higuera de tipo higo común Ficus carica, unífera de higos de epidermis con color de fondo verde blanquecino con sobre color morado verdoso. Se cultiva en la colección de higueras de Montserrat Pons i Boscana, en el municipio español de Llucmajor, Islas Baleares.

## Sinonimia
- „Olletes“,[4][6][7]

## Historia
Actualmente la cultiva en su colección de higueras baleares Montserrat Pons i Boscana, rescatada de un ejemplar o higuera madre por entusiasta de las higueras Juliá Tomás localizada en la comarca de Inca, donde es conocida.
La variedad 'De Les Olletes' parece ser originaria de Sancellas aunque no muy cultivada ni conocida. Llamada así probablemente por su parecido a la forma de este recipiente mallorquín.

## Características
La higuera 'De Les Olletes' es una variedad unífera de tipo higo común. Árbol de desarrollo mediano, vigorosidad entre media y alta, con copa redondeada y de ramaje esparcido. Sus hojas son de 3 lóbulos mayoritariamente y de 1 lóbulo (15%). Sus hojas con dientes presentes con márgenes ondulados ligeros, ángulo peciolar obtuso. 'De Les Olletes' tiene un desprendimiento de higos mediano, y un rendimiento productivo medio y periodo de cosecha medio. La yema apical cónica de color verde.
Los frutos 'De Les Olletes' son higos de un tamaño de longitud x anchura:45 x 42 mm, con forma esférica, que presentan unos frutos medianos de unos 31,280 gramos en promedio, de epidermis con consistencia fuerte, grosor de la piel grueso, con color de fondo verde blanquecino con sobre color morado verdoso. Ostiolo de 3 a 5 mm con escamas medianas rosadas. Pedúnculo de 3 a 5 mm cilíndrico verde claro. Grietas longitudinales finas y escasas. Costillas prominentes. Con un ºBrix (grado de azúcar) de 22 de sabor  soso pero sabroso, con color de la pulpa rosada. Con cavidad interna pequeña, con aquenios pequeños muy numerosos. Son de un inicio de maduración sobre el 16 de agosto al 22 de septiembre. De rendimiento por árbol medio y periodo de cosecha medio. Variedad poco conocida y cultivada.
Se usa como higos frescos en alimentación humana, y en fresco y en seco para ganado porcino y ovino. Fácil abscisión del pedúnculo y mucha facilidad de pelado. Son bastante resistentes a las lluvias y al rocío, al transporte, y a la apertura del ostiolo.

## Cultivo
'De Les Olletes', se utiliza higos frescos en humanos, y frescos y secos para el ganado. Se está tratando de recuperar de ejemplares cultivados en la colección de higueras baleares de Montserrat Pons i Boscana en Llucmajor.